# قصاب (فیلم ۲۰۰۶)
«قصاب» (انگلیسی: The Butcher) یک فیلم ترسناک و دلهره‌آور آمریکایی به کارگردانی ادوارد گورسوچ که در سال ۲۰۰۶ منتشر شد. این فیلم درباره گروهی از نوجوانان است که پس از تصادف با ماشین خود، قاتلی را کشف می‌کنند که در میانه ناکجاآباد زندگی می‌کند.